# 羅刹国
羅刹国（らせつこく）は、玄奘（三蔵法師）の著作『大唐西域記』に言及された羅刹女の国である。後に近世以前の日本人は日本の南方（もしくは東方）に存在すると信じていた。

## 大唐西域記
『大唐西域記』11巻　僧伽羅国（シンガラ）においてセイロン島（現スリランカ）の建国伝説として記述される。500人の羅刹女のいる国に難破して配下の500人の商人とたどりついた僧伽羅は、1人命からがら逃げ出すも妻にした羅刹女が追ってきたので、羅刹国と羅刹女のことを国王に説明するも信じてもらえず、国王の他多くの者が食べられてしまう。そこで僧伽羅は逆に羅刹国に攻めこみ羅刹女をたおし、そこの王となり国名にその名がついたという。

## ヒンドゥー教
ヒンドゥー教の神話には羅刹の国としてランカーが登場する。
叙事詩『ラーマーヤナ』はコーサラ国の王子ラーマがランカーへ連れ去られた妻シーターを奪還するために羅刹の王ラーヴァナへ戦いを挑む様を描く。

## 日本
日本では東女国（とうじょこく）とも書かれ、後には女護ヶ島伝説とも結びついて、女人島（にょにんじま）・女護国（にょごこく）などとも呼称された。
『今昔物語集』巻五に『大唐西域記』と同様の説話がある。天竺の僧伽羅が500人の商人達とともにこの島に漂着したが、この島の住民は全て鬼の姿をした女性であった。500人の商人達は全員女鬼によって殺されたが、伽羅だけは仏の加護によって島を脱出したとされている。
中世の行基式日本図において、日本の東方あるいは南方海上に記されており、人が足を踏み入れば、決して帰ってこられない土地であると信じられるようになった。また、この知識が中国にも伝わり、日本を描いた地図には「東女国」の名で雁道と並んで描かれているものがある。また、1585年のフィレンツェで製作された地図にも日本の南方に羅刹国らしき島が描かれている。
しかし、大航海時代以後には正確な地理知識の普及もあって羅刹国の記述のない地図も出現するようになり、遅くても江戸時代中期には地図から姿を消すことになった。

## ロシア
17世紀にロシア人がシベリアからアムール川流域へ進出した結果、当時満洲を支配していた清国と接触した。清国にとってロシア人は未知の民族であったため“ロシア”の音写として「羅刹（ロチャ）」と記録された。「羅刹」表記は後に「俄羅斯（オロス）」表記に取って代わられ廃れた。

## 注
1. ↑   玄奘 (中国語), 大唐西域記/11, ウィキソースより閲覧。